# Ебру
Ебру или на японски Суминагаши е техника за рисуване върху водна повърхност и прехвърляне на изображението на хартия, плат или друга основа. Тази техника от векове е популярна в източна и централна Азия, а също в ислямския свят. При нея творецът никога не знае как точно ще изглежда бъдещата му картина. Има само най-обща представа за композицията ѝ.

## Произход и история
Има няколко версии за етимологичното тълкувание на думата ебру. Според някои теории тя произлиза от персийското eb-rî и означава „имащ форма на облак“. Според други мнения произходът е от чагатайски (средновековен средноазиатски-тюркски писмено-литературен език), където eb-re означава „тъкан/хартия с жилки/бразди“. Най-популярно е становището, че името на изкуството произлиза от персийската дума за „водна повърхност“ âb-rû.
Повечето историци и изкуствоведи са на мнение, че ебру се заражда през ІХ век на територията на Тюркистан. Оттам то прониква в Иран, а след това и в Османската империя, където окончателно придобива цялостен и завършен вид като техника, материали и концепция за изпълнение. В периода на Османската империя се е смятало за сериозен занаят и изтънчен вид изкуство, което не всеки художник е имал таланта и търпенето да владее.
Първият художник, чието име става известно като майстор на фигуралните орнаменти върху водната повърхност (а не просто абстрактна текстура, напомняща мрамор) е Хатиб Мехмет Ефенди, живял в Истанбул през първите години на XVIII век.
Най-старото запазено ебру е от 1554 г. Най-старият труд за ебру на турски език е от 1615 г. – малката книга „Тертиб-и Рисале-и Ебри“.
По-късно изкусни майстори развили различни техники: чичекли ебру (цъфтящо ебру); гет-гит ебру (орнаменти във вид на приливи и отливи); акъсе ебру (с допълнителен графичен орнамент) и т.н.
Ебру е било анонимно изкуство, което не носи подписа на своя създател. Много малко от имената на майсторите ебрутисти преди 20 век са достигнали до наши дни и то ако за тях се е споменавало в други хроники и документи.
От Турция образци на това изкуство се разпространяват в Европа под названието „турска хартия“, а през 20 век към него започват да проявяват интерес и в САЩ. В самата Турция то и до днес е толкова популярно, че почти във всеки по-голям град и регион на страната има курсове по ебру.

## Техника на рисуване
В действителност ебру е трудно изкуство, което изисква голямо търпение и усет, макар по дефиниция и наглед да изглежда просто и лесно. При него не може да предположи точно каква шарка ще се получи и рисункът е неповторим. Невъзможно е едно и също ебру да бъде направено два пъти.
В миналото всеки майстор сам си набавял или изработвал основни материали за ебру: вода, бои, плитък съд, хартия, материал за уплътняване на водата, инструменти за рисуване – четка, биз (или бъз), гребен, заострени шишове.
За бои се използват минерални цветове, придобивани от природните цветни камъни и пръст, а също и някои неразтварящи се във вода пигменти от растителен произход. За хартия се избира такава, която има най-добри качества на попиване, и по възможност тъмен цвят. Най-използвана е хартия, получена от дървесна каша. Четката се прави от изсъхнал клон на розов храст, а върхът – от конски косми. Специалният инструмент биз (или бъз) се използва за образуване на въздушни мехурчета – доста ефектна техника при оформянето на фигурите. Гребен се изработва от гладка дървена дъсчица, за която се захващат игли.
Боите първо се стриват върху мраморна плоча с помощта на камък и праховете се размесват с вода. За да стане сместа по-плътна и да не се разлива много във водата, към нея се прибавя жлъчен секрет от добитък. Когато се получи кремообразна консистенция, са готови за употреба.
Ваничката се напълва с вода, в която се разтваря растителната смола китре. Този материал се добива от тревистото растение орлови нокти, или клинавиче, което се среща в почти всички региони на Турция, а също и в Иран и други азиатски страни. Чрез него течността става лепкава и плътна. Заприличва на полупрозрачно платно, върху което с помощта на четките майсторът разпръсква боите.
С помощта на различни по големина четки предварително подготвените бои се пръскат капка по капка върху вече уплътнената лепкава вода. След това с гребена и биза боите се придърпват в различни посоки и им се придават разнообразни форми.
Накрая готовата нарисуваната картина бива „прехвърлена“ на хартия или друг по-плътен и устойчив материал, за да се използва по предназначение.
Понастоящем повечето от минералите и необходимите съставки са заменени със съвременни химикали. Ръчно изработените инструменти също вече могат да се купят в специализирани за целта магазини. Изкуството става достъпно за широк кръг любители и ученици.

## Философия и мотиви
Ебрутистите мюсюлмани, следвайки традициите на ислямското изкуство, са създавали всевъзможни композиции от флорални, природни и други декоративни елементи, но най-често срещаните фрагменти са лалето и розата. С лалето художниците са изразявали своята любов към Всевишния Аллах (в ислямската култура лалето е символ на Аллах), а чрез розата – своята привързаност и обич към Пророка Мохамед (розата се смята за символ на Пророка).
С тази техника майсторите изразявали уникалността на природата, многообразието и променливостта на заобикалящия ни свят. Сложната и неочаквана плетеница от форми и цветове била като застинало отражение на сложността и неочаквания ход на човешките мисли. Според тях необятната и непознаваема вселената можела да се вмести в рамките на една рисунка, вдъхновена от неочакваните проблясъци на неограничаваното от нищо творческото въображение.

## Приложение
В миналото ебру е намирало място в много ограничени сфери. Отначало тази техника се е използвала за рисуване само върху хартия. Била прилагана предимно за декориране на листовете, които са служели за официална кореспонденция, за украса на страници и корици от Корана или поетични стихосбирки. Понякога се получавали много интересни и красиви мотиви, използвани и като картини.
Впоследствие като повърхности за отпечатване започнали да се използват платове, предимно коприна, и глина.
Днес има доста по-широка употреба. Използва се за украса на стените в домовете, на бюра, понякога даже и по възглавници и завивки на легла. Украса, направена с техниката ебру, може да се види и върху керамични и порцеланови съдове, върху уникални поздравителни картички. Напоследък художниците в християнските страни прилагат това изкуство и за боядисване на великденски яйца.